# Catamenia (rodzaj)
Catamenia – rodzaj ptaków z rodziny tanagrowatych (Thraupidae).

## Występowanie
Rodzaj obejmuje gatunki występujące w Ameryce Południowej.

## Morfologia
Długość ciała 12–14,5 cm, masa ciała 10,3–16,6 g.

## Systematyka

### Etymologia
Greckie καταμηνια katamēnia – „menstruacyjny” < κατα kata – „w związku z”; μην mēn, μηνος mēnos – „miesiąc”.

### Gatunek typowy
Linaria analis d’Orbigny & Lafresnaye

### Podział systematyczny
Do rodzaju należą następujące gatunki:
- Catamenia analis (d’Orbigny & Lafresnaye, 1838) – myszatka mała
- Catamenia inornata (Lafresnaye, 1847) – myszatka płowa
- Catamenia homochroa P.L. Sclater, 1859 – myszatka śniada